# China la Jocurile Olimpice
Republica Populară Chineză a participat la Jocurile Olimpice pentru prima dată la Jocurile Olimpice de vară din 1952 de la Helsinki. Înaintea Războiului Civil Chinez, sportivii chinezi luaseră parte la edițiile din 1932, 1936 și 1948 pentru Republica China. În perioada 1956–1980, RPC a boicotat toate edițiile a Jocurilor Olimpice din cauza disputei cu Taiwan privind utilizarea denumirii „China”. În noiembrie 1979, Comitetul Olimpic Internațional a ales numele „Taipeiul Chinez” din cadrul așa-numitei rezoluției de la Nagoya, care a fost acceptată de Taiwan în anul 1981. Astfel, RPC a reintegrat mișcarea olimpică, începând cu Jocurile Olimpice de iarnă din 1980.
Codul CIO este CHN. RPC fost țară-gazdă la Jocurile Olimpice de vară din 2008 de la Beijing.

## Medalii după Olimpiadă
Marginea roșie înseamnă ca China a fost țara-gazdă.

### Medalii la Jocurile de vară
| Ediție              | Sportivi                   | Aur                        | Argint                     | Bronz                      | Total                      | Loc                        |
| 1932–1948           | ca parte Republicii Chinei | ca parte Republicii Chinei | ca parte Republicii Chinei | ca parte Republicii Chinei | ca parte Republicii Chinei | ca parte Republicii Chinei |
| Helsinki 1952       | 1                          | 0                          | 0                          | 0                          | 0                          | –                          |
| 1956–1980           | nu a participat            | nu a participat            | nu a participat            | nu a participat            | nu a participat            | nu a participat            |
| Los Angeles 1984    | 216                        | 15                         | 8                          | 9                          | 32                         | 4                          |
| Seul 1988           | 273                        | 5                          | 11                         | 12                         | 28                         | 11                         |
| Barcelona 1992      | 244                        | 16                         | 22                         | 16                         | 54                         | 4                          |
| Atlanta 1996        | 294                        | 16                         | 22                         | 12                         | 50                         | 4                          |
| Sydney 2000         | 271                        | 28                         | 16                         | 14                         | 58                         | 3                          |
| Atena 2004          | 384                        | 32                         | 17                         | 14                         | 63                         | 2                          |
| Beijing 2008        | 639                        | 51                         | 21                         | 28                         | 100                        | 1                          |
| Londra 2012         | 396                        | 38                         | 28                         | 22                         | 88                         | 2                          |
| Rio de Janeiro 2016 | 416                        | 26                         | 18                         | 26                         |                            | 3                          |
| Tokyo 2020          |                            |                            |                            |                            |                            |                            |
| Total               | Total                      | 227                        | 164                        | 152                        | 543                        | 4                          |

### Medalii la Jocurile Olimpice de iarnă
| Ediție              | Sportivi | Aur | Argint | Bronz | Total | Loc |
| Lake Placid 1980    | 24       | 0   | 0      | 0     | 0     | –   |
| Sarajevo 1984       | 37       | 0   | 0      | 0     | 0     | –   |
| Calgary 1988        | 13       | 0   | 0      | 0     | 0     | –   |
| Albertville 1992    | 32       | 0   | 3      | 0     | 3     | 15  |
| Lillehammer 1994    | 24       | 0   | 1      | 2     | 3     | 19  |
| Nagano 1998         | 57       | 0   | 6      | 2     | 8     | 16  |
| Salt Lake City 2002 | 66       | 2   | 2      | 4     | 8     | 13  |
| Torino 2006         | 76       | 2   | 4      | 5     | 11    | 14  |
| Vancouver 2010      | 94       | 5   | 2      | 4     | 11    | 7   |
| Soci 2014           | 66       | 3   | 4      | 2     | 9     | 12  |
| Pyeongchang 2018    |          |     |        |       |       |     |
| Beijing 2022        |          |     |        |       |       |     |
| Total               | Total    | 12  | 22     | 19    | 53    | 16  |

## Sportivii cei mai medaliați
| Sportiv      | Sport           | Ediții           | Aur | Argint | Bronz | Total |
| Zou Kai      | Gimnastică      | 2008, 2012       | 5   | 0      | 1     | 6     |
| Guo Jingjing | Sărituri în apă | 2000, 2004, 2008 | 4   | 2      | 0     | 6     |
| Wu Minxia    | Sărituri în apă | 2004, 2008, 2012 | 4   | 1      | 1     | 6     |